# UFC on FX: Johnson vs. McCall
UFC on FX: Johnson vs. McCall foi um evento de artes marciais mistas organizado pelo Ultimate Fighting Championship. Ocorrido em 8 de junho de 2012 no BankAtlantic Center em Sunrise, Flórida.

## Background
O evento foi o primeiro a ocorrer no sul da Flórida desde o UFC Fight Night 10 em 2007.
No UFC on FX: Alves vs. Kampmann, a primeira rodada do torneio de Pesos Mosca do UFC ocorreu. As regras para este torneio serão de lutas de cinco minutos por round; entrementes, se houver um empate tal luta irá para um quarto round para decidir a vitória. Um erro na luta entre Demetrious Johnson e Ian McCall deu vitória a Johnson. Dana White anunciou o erro ao final da luta e afirmou que haverá uma revanche entre os lutadores, que inicialmente está marcado para ocorrer no The Ultimate Fighter: Live Finale. Doravante foi anunciado que a luta ocorrerá no UFC on FX 3.

## Torneio dos Pesos Moscas
|  | Semifinais UFC on FX 2 / UFC on FX 3 | Semifinais UFC on FX 2 / UFC on FX 3 | Semifinais UFC on FX 2 / UFC on FX 3 |                    |                | Finais UFC 152   | Finais UFC 152 | Finais UFC 152 |  |
|  |                                      |                                      |                                      |                    |                |                  |                |                |  |
|  | Estados Unidos                       | Joseph Benavidez                     | TKO                                  |                    |                |                  |                |                |  |
|  | Estados Unidos                       | Joseph Benavidez                     | TKO                                  |                    |                |                  |                |                |  |
|  | Japão                                | Yasuhiro Urushitani                  | 2                                    |                    |                |                  |                |                |  |
|  | Japão                                | Yasuhiro Urushitani                  | 2                                    |                    | Estados Unidos | Joseph Benavidez | 5              |                |  |
|  |                                      |                                      |                                      |                    | Estados Unidos | Joseph Benavidez | 5              |                |  |
|  |                                      |                                      | Estados Unidos                       | Demetrious Johnson | DD             |                  |                |                |  |
|  | Estados Unidos                       | Demetrious Johnson[a]                | Estados Unidos                       | Demetrious Johnson | DD             | DU               |                |                |  |
|  | Estados Unidos                       | Demetrious Johnson[a]                |                                      |                    |                |                  |                |                |  |
|  | Estados Unidos                       | Ian McCall                           | 3                                    |                    |                |                  |                |                |  |

a.^  A primeira luta da semifinal entre Johnson e McCall no UFC on FX 2 terminou em um empate majoritário (29-28, 28-29, 28-28). Johnson derrotou McCall em uma revanche no UFC on FX 3.

## Bônus da Noite
Os lutadores receberam US$ 40 mil em bônus.
- Luta da Noite:  Eddie Wineland vs.  Scott Jorgensen
- Nocaute da Noite:  Mike Pyle
- Finalização da Noite:  Erick Silva